# JJK Jyväskylä
Jyväskylän Jalkapalloklubi is een Finse voetbalclub uit Jyväskylä. Naar Fins gebruik wordt de naam JJK gebruikt. De geschiedenis gaat terug tot december 1923. De traditionele kleur is bordeauxrood. 

## Geschiedenis
De in december 1923 opgerichte club Jyväskylän Palloilijat (JyP) ging in 1977 verder onder de naam JYP-77. Voor aanvang van het seizoen 1992 vond er een fusie plaats met stadsgenoot Jyväskylän Pallokerho en werd de naam veranderd naar de huidige.
In 2006 werd de club kampioen van de Kakkonen Groep A en promoveerde naar de Ykkönen. In 2007 eindigde JJK op de derde plaats, het jaar erna werd het kampioen en volgde rechtstreekse promotie naar de Veikkausliiga. Vijf jaar later moest men weer een stapje terug doen. 
In 2016 won JJK de Ykkönen met één punt voorsprong op TPS en keerde daarmee terug in de Veikkausliiga. Het avontuur op het hoogste niveau duurde slechts één seizoen. Eind 2018 degradeerde JJK uit de Ykkönen en trok zich vervolgens vanwege financiële redenen terug en ging verder in de amateurreeksen. 

## Erelijst
- Ykkönen (II)

2008, 2016
- Kakkonen (III)

2006
- Kolmonen (IV)

2019

## Eindklasseringen
| Seizoen | №  | Clubs | Divisie                 | Duels | Winst | Gelijk | Verlies | Doelsaldo | Punten | Tsch  |
| ------- | -- | ----- | ----------------------- | ----- | ----- | ------ | ------- | --------- | ------ | ----- |
| 2004    | 1  | 12    | Kakkonen (Itälohko)     | 22    | 15    | 5      | 2       | 54–18     | 50     | ???   |
| 2005    | 7  | 12    | Kakkonen (Itälohko)     | 22    | 9     | 5      | 8       | 29–28     | 32     | ???   |
| 2006    | 1  | 14    | Kakkonen (Groep A)      | 26    | 15    | 7      | 4       | 53–20     | 52     | ???   |
| 2007    | 3  | 14    | Ykkönen                 | 26    | 11    | 8      | 7       | 45–30     | 41     | 1.350 |
| 2008    | 1  | 14    | Ykkönen                 | 26    | 15    | 6      | 5       | 44–20     | 51     | 2.084 |
| 2009    | 13 | 14    | Veikkausliiga           | 26    | 3     | 7      | 16      | 25–52     | 16     | 3.238 |
| 2010    | 13 | 14    | Veikkausliiga           | 26    | 8     | 3      | 15      | 34–41     | 27     | 2.922 |
| 2011    | 3  | 12    | Veikkausliiga           | 33    | 14    | 12     | 7       | 60–48     | 54     | 3.512 |
| 2012    | 9  | 12    | Veikkausliiga           | 33    | 12    | 4      | 17      | 54–65     | 40     | 2.566 |
| 2013    | 12 | 12    | Veikkausliiga           | 33    | 4     | 10     | 19      | 27–64     | 22     | 2.630 |
| 2014    | 7  | 10    | Ykkönen                 | 27    | 11    | 5      | 11      | 40–46     | 38     | 1.381 |
| 2015    | 4  | 10    | Ykkönen                 | 27    | 13    | 7      | 7       | 43–27     | 46     | 1.634 |
| 2016    | 1  | 10    | Ykkönen                 | 27    | 16    | 4      | 7       | 49–38     | 52     | 1.736 |
| 2017    | 12 | 12    | Veikkausliiga           | 33    | 6     | 8      | 19      | 32–63     | 26     | 1.559 |
| 2018    | 9  | 10    | Ykkönen                 | 27    | 4     | 8      | 15      | 32–52     | 20     | 1.234 |
| 2019    | 1  | 11    | Kolmonen (Keski-Suomen) | 20    | 16    | 2      | 2       | 72–8      | 50     | ??    |
| 2020    | 6  | 12    | Kakkonen                | 17    | 8     | 2      | 7       | 30–31     | 26     | 889   |
| 2021    | 2  | 12    | Kakkonen                | 22    | 13    | 7      | 2       | 44–12     | 46     | 736   |

## In Europa
#Q = #kwalificatieronde, T/U = Thuis/Uit, W = Wedstrijd, PUC = punten UEFA coëfficiënten .
Uitslagen vanuit gezichtspunt JJK
| Seizoen | Competitie    | Ronde | Land                | Club       | Totaalscore | 1e W    | 2e W    | PUC |
| ------- | ------------- | ----- | ------------------- | ---------- | ----------- | ------- | ------- | --- |
| 2012/13 | Europa League | 1Q    | Vlag van Noorwegen  | Stabaek IF | 4-3         | 2-0 (T) | 2-3 (U) | 2.0 |
|         |               | 2Q    | Vlag van Montenegro | FK Zeta    | 3-3 (u)     | 3-2 (T) | 0-1 (U) | 2.0 |

## Bekende spelers
- Tamás Gruborovics (2011-2012)
- Losseni Konaté (2004-2005)
- Jordi van Gelderen (2012-2014)
- Eero Markkanen (2010-2013)